# Valdeavero
Valdeavero er en by og kommune i det centrale Spanien i Madrid-regionen. Den har et indbyggertal på 1.823 (2024) indbyggere.